# إدوارد تايلور سنو
إدوارد تايلور سنو (بالإنجليزية: Edward Taylor Snow)‏ هو رسام ورسام توضيحي أمريكي، ولد في 13 مارس 1844، وتوفي في 26 سبتمبر 1913.